# Rona Cup 2002
Rona Cup 2002 byl hokejový turnaj konající se v Trenčíně v roce 2002. Pohár začínal 15. srpna a končil 17. srpna. Titul získala podruhé ve své historii HC Dukla Trenčín.

## Výsledky a tabulka
| Pozice | Tým                  | Z | V | R | P | GS | GI | B |
| ------ | -------------------- | - | - | - | - | -- | -- | - |
| 1.     | HC Dukla Trenčín     | 3 | 2 | 1 | 0 | 12 | 7  | 5 |
| 2.     | HC Petra Vsetín      | 3 | 2 | 1 | 0 | 11 | 8  | 5 |
| 3.     | HC Oceláři Třinec    | 3 | 2 | 0 | 1 | 11 | 8  | 4 |
| 4.     | HC Slovan Bratislava | 3 | 1 | 0 | 2 | 9  | 11 | 2 |
| 5.     | HKm Zvolen           | 3 | 1 | 0 | 2 | 6  | 10 | 2 |
| 6.     | HC ZPS Barum Zlín    | 3 | 0 | 0 | 3 | 5  | 11 | 0 |

Při rovnosti bodů rozhoduje rozdíl skóre
|  | HC Slovan Bratislava | 2 : 5                             | HC Petra Vsetín |  |
|  | HC Slovan Bratislava | (0:1, 1:1, 1:3), sam. nájezdy 1:1 | HC Petra Vsetín |  |

| Souhrn zápasu | Souhrn zápasu | Souhrn zápasu | Souhrn zápasu                   | Souhrn zápasu |
| ------------- | ------------- | ------------- | ------------------------------- | ------------- |
|               | Rataj Kobezda |               | Sochor 2x Kucharczyk 2x Kotásek |               |

|  | HKm Zvolen | 3 : 1                             | HC ZPS Barum Zlín |  |
|  | HKm Zvolen | (2:0, 1:0, 0:1), sam. nájezdy 2:2 | HC ZPS Barum Zlín |  |

| Souhrn zápasu | Souhrn zápasu  | Souhrn zápasu | Souhrn zápasu | Souhrn zápasu |
| ------------- | -------------- | ------------- | ------------- | ------------- |
|               | Kolník 2x Čech |               | Veselý        |               |

|  | HC Dukla Trenčín | 5 : 2                             | HC Oceláři Třinec |  |
|  | HC Dukla Trenčín | (3:1, 1:1, 1:0), sam. nájezdy 2:1 | HC Oceláři Třinec |  |

| Souhrn zápasu | Souhrn zápasu                             | Souhrn zápasu | Souhrn zápasu   | Souhrn zápasu |
| ------------- | ----------------------------------------- | ------------- | --------------- | ------------- |
|               | Kmeč Melicherík Viazanica Sivák Koložváry |               | Procházka Janků |               |

|  | HKm Zvolen | 3 : 4                             | HC Petra Vsetín |  |
|  | HKm Zvolen | (1:3, 2:0, 0:1), sam. nájezdy 4:0 | HC Petra Vsetín |  |

| Souhrn zápasu | Souhrn zápasu        | Souhrn zápasu | Souhrn zápasu               | Souhrn zápasu |
| ------------- | -------------------- | ------------- | --------------------------- | ------------- |
|               | Paciga Majeský Török |               | Ambruz Sochor Kotásek Valko |               |

|  | HC Slovan Bratislava | 3 : 4                             | HC Oceláři Třinec |  |
|  | HC Slovan Bratislava | (1:2, 2:2, 0:0), sam. nájezdy 1:1 | HC Oceláři Třinec |  |

| Souhrn zápasu | Souhrn zápasu   | Souhrn zápasu | Souhrn zápasu              | Souhrn zápasu |
| ------------- | --------------- | ------------- | -------------------------- | ------------- |
|               | Rataj 2x Hurtaj |               | Horna Martynek Marek Hašek |               |

|  | HC Dukla Trenčín | 4 : 2                             | HC ZPS Barum Zlín |  |
|  | HC Dukla Trenčín | (2:0, 2:1, 0:1), sam. nájezdy 1:3 | HC ZPS Barum Zlín |  |

| Souhrn zápasu | Souhrn zápasu                   | Souhrn zápasu | Souhrn zápasu   | Souhrn zápasu |
| ------------- | ------------------------------- | ------------- | --------------- | ------------- |
|               | Koložváry 2x Barinka Melichárek |               | Blaťák Balaštík |               |

|  | HC Slovan Bratislava | 4 : 2                             | HC ZPS Barum Zlín |  |
|  | HC Slovan Bratislava | (1:1, 1:1, 2:0), sam. nájezdy 2:0 | HC ZPS Barum Zlín |  |

| Souhrn zápasu | Souhrn zápasu              | Souhrn zápasu | Souhrn zápasu | Souhrn zápasu |
| ------------- | -------------------------- | ------------- | ------------- | ------------- |
|               | Hurtaj Macho Hurtaj Kollár |               | Pivko Hubáček |               |

|  | HKm Zvolen | 0 : 5                             | HC Oceláři Třinec |  |
|  | HKm Zvolen | (0:1, 0:2, 0:2), sam. nájezdy 2:1 | HC Oceláři Třinec |  |

| Souhrn zápasu | Souhrn zápasu | Souhrn zápasu | Souhrn zápasu                         | Souhrn zápasu |
| ------------- | ------------- | ------------- | ------------------------------------- | ------------- |
|               |               |               | Staněk Malinský Martynek Zbořil Horna |               |

|  | HC Dukla Trenčín | 3 : 3                             | HC Petra Vsetín |  |
|  | HC Dukla Trenčín | (2:0, 1:2, 0:1), sam. nájezdy 2:3 | HC Petra Vsetín |  |

| Souhrn zápasu | Souhrn zápasu      | Souhrn zápasu | Souhrn zápasu        | Souhrn zápasu |
| ------------- | ------------------ | ------------- | -------------------- | ------------- |
|               | Sivák 2x Kukumberg |               | Dubec Stantien Kuboš |               |